# 対海国
対海国（つかいこく、對海國）とは、中国の史書に記述される倭国中の島国である。「魏志倭人伝」でも版によって表記が異なり現存する最古の版である紹熙本では「對海國」とされ、紹興本では「對馬國」とされることから、魏志倭人伝での誤記ではないかとされる。
対馬にあった対馬国であると考えられている。